# Mario Gerbaldo
Mario Ignacio Gerbaldo Nani (Morrison, Provincia de Córdoba; 22 de marzo de 1992) es un piloto argentino de automovilismo. Iniciado en el ambiente de los karts, compitió en diferentes categorías argentinas de automovilismo, destacándose en divisionales de monoplaza como las Renault Plus y Renault Argentina. Fue campeón de la FR Plus en 2008 y participó en la FR Argentina entre 2008 y 2012, teniendo como mejor resultado un tercer puesto en 2011. Continuó su carrera compitiendo en el TC 2000, categoría en la que debutó en 2013, teniendo también una participación en Súper TC 2000, en la competencia de los 200 km de Buenos Aires de 2014. En su debut en el TC 2000, tuvo la particularidad de haber obtenido la victoria el día de su debut absoluto en la categoría, logrando un éxito pocas veces repetidos en la historia de la categoría.

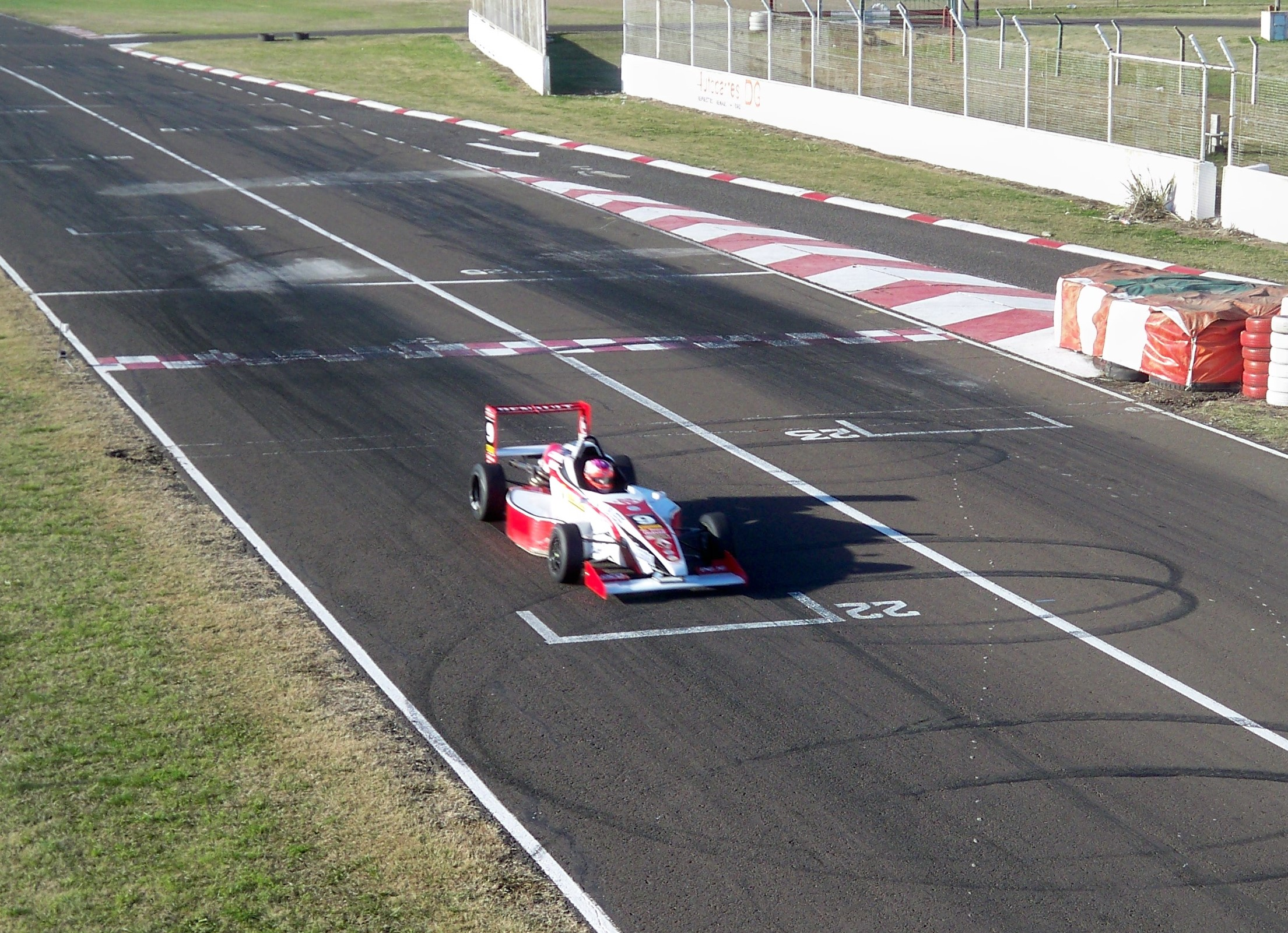
Mario Gerbaldo entrenando su Fórmula en el Autódromo de Paraná, en el año 2011.

## Trayectoria
| Año  | Categoría                                     | Automóvil             |
| ---- | --------------------------------------------- | --------------------- |
| 1998 | Karting Sudeste Cordobés                      | Zanella 50cc          |
| 1999 | Karting Sudeste Cordobés                      | Comer 60cc            |
| 2000 | Karting Sudeste Cordobés                      | Comer 60cc            |
| 2001 | Campeón Karting Zona Centro                   | Promo PreJunior 125cc |
| 2001 | Campeón Karting Sudeste Cordobés              | Promo PreJunior 125cc |
| 2002 | Subcampeón Karting Sudeste Cordobés           | Promo PreJunior 125cc |
| 2003 | Campeón Karting Sudeste Cordobés              | PreJunior 125cc       |
| 2004 | Karting Cordobés Asfalto                      | PreJunior 125cc       |
| 2005 | Subcampeón Karting Cordobés Asfalto           | Junior 125cc          |
| 2007 | Debut en la Fórmula Renault Plus              | Crespi-Renault        |
| 2008 | Campeón Fórmula Renault Plus                  | Crespi-Renault        |
| 2008 | Debut en Fórmula Renault Argentina, 1 carrera | Tito 02-Renault       |
| 2009 | Fórmula Renault Argentina                     | Tito 02-Renault       |
| 2010 | Fórmula Renault Argentina                     | Tito 02-Renault       |
| 2011 | Fórmula Renault Argentina                     | Tito 02-Renault       |
| 2012 | Fórmula Renault Argentina                     | Tito 02-Renault       |
| 2013 | Debut en TC 2000                              | Renault Fluence       |
| 2014 | TC 2000                                       | Ford Focus III        |
| 2014 | 200 km de Buenos Aires del Súper TC 2000      | Ford Focus III        |
| 2015 | TC 2000                                       | Ford Focus III        |

- [6]

## Resultados

### TC 2000
| Año  | Equipo                   | Auto            | 1    | 2    | 3     | 4     | 5    | 6     | 7   | 8   | 9     | 10     | 11    | 12  | 13    | 14    | 15     | 16     | 17  | 18  | 19 | 20 | 21  | 22  | 23  | Res. | Puntos |
| ---- | ------------------------ | --------------- | ---- | ---- | ----- | ----- | ---- | ----- | --- | --- | ----- | ------ | ----- | --- | ----- | ----- | ------ | ------ | --- | --- | -- | -- | --- | --- | --- | ---- | ------ |
| 2013 |                          |                 | RC   | BA I | RAF   | AG    | LP   | CON   | OLA | ROS | SJO   | JUN    | BA II | PDF |       |       |        |        |     |     |    |    |     |     |     | 5°   | 163    |
| 2013 | RS Project               | Renault Fluence | 1    | 9    | 3     | 3     | Ret  | 5     | 10† | 14† | 4     | 4      | 5     | 5   |       |       |        |        |     |     |    |    |     |     |     | 5°   | 163    |
| 2014 |                          |                 | AG I | LP   | JUN   | MER   | BA I | PAR I | RC  | CON | BA II | PAR II | AG II | GR  |       |       |        |        |     |     |    |    |     |     |     | 4°   | 161    |
| 2014 | RAM Racing               | Ford Focus III  | 11   | 4    | 7     | 5     | 7    | 9     | 5   | 18  | 1     | 19     | 1     | 12  |       |       |        |        |     |     |    |    |     |     |     | 4°   | 161    |
| 2015 |                          |                 | AG   | AG   | CON   | CON   | BA   | BA    | MER | JUN | JUN   | LP I   | LP I  | NDJ | RAF   | RAF   | LP II  | LP II  | SL  | SL  | RC | RC | CDU | CDU |     | 9°   | 100    |
| 2015 | RAM Racing Team Paladini | Ford Focus III  | 6    | 7    | 6     | Ret   | 10   | Ret   | 4   | Ex. | 14    | 16     | 15    | Ret | 9     | 3     | 10     | 5      | 1   | 7   | 13 | 13 | Ret | 13  |     | 9°   | 100    |
| 2016 |                          |                 | SMM  | SMM  | CON I | CON I | BA I | BA I  | SJO | SJO | LP    | LP     | CDU   | CDU | BA II | BA II | CON II | CON II | RAF | RAF | AG | RC | RC  | PAR | PAR | -    | -      |
| 2016 | Escudería Fela           | Ford Focus III  |      |      |       |       |      |       |     |     |       |        |       |     |       |       |        |        |     |     | 6  |    |     |     |     | -    | -      |

### Súper TC 2000
| Año  | Equipo     | Auto           | 1   | 2   | 3  | 4   | 5   | 6  | 7   | 8   | 9   | 10  | 11  | 12  | 13  | Res. | Puntos |
| ---- | ---------- | -------------- | --- | --- | -- | --- | --- | -- | --- | --- | --- | --- | --- | --- | --- | ---- | ------ |
| 2014 |            |                | RAF | VIE | AG | ROS | TOA | BA | RES | SFE | SFE | SJU | TRH | COD | PDF | 24°  | 6      |
| 2014 | RAM Racing | Ford Focus III |     |     |    |     |     | 12 |     |     |     |     |     |     |     | 24°  | 6      |

## Palmarés
| Título  | Categoría            | Automóvil      | Año  |
| ------- | -------------------- | -------------- | ---- |
| Campeón | Fórmula Renault Plus | Crespi-Renault | 2008 |